# Ann Blyth

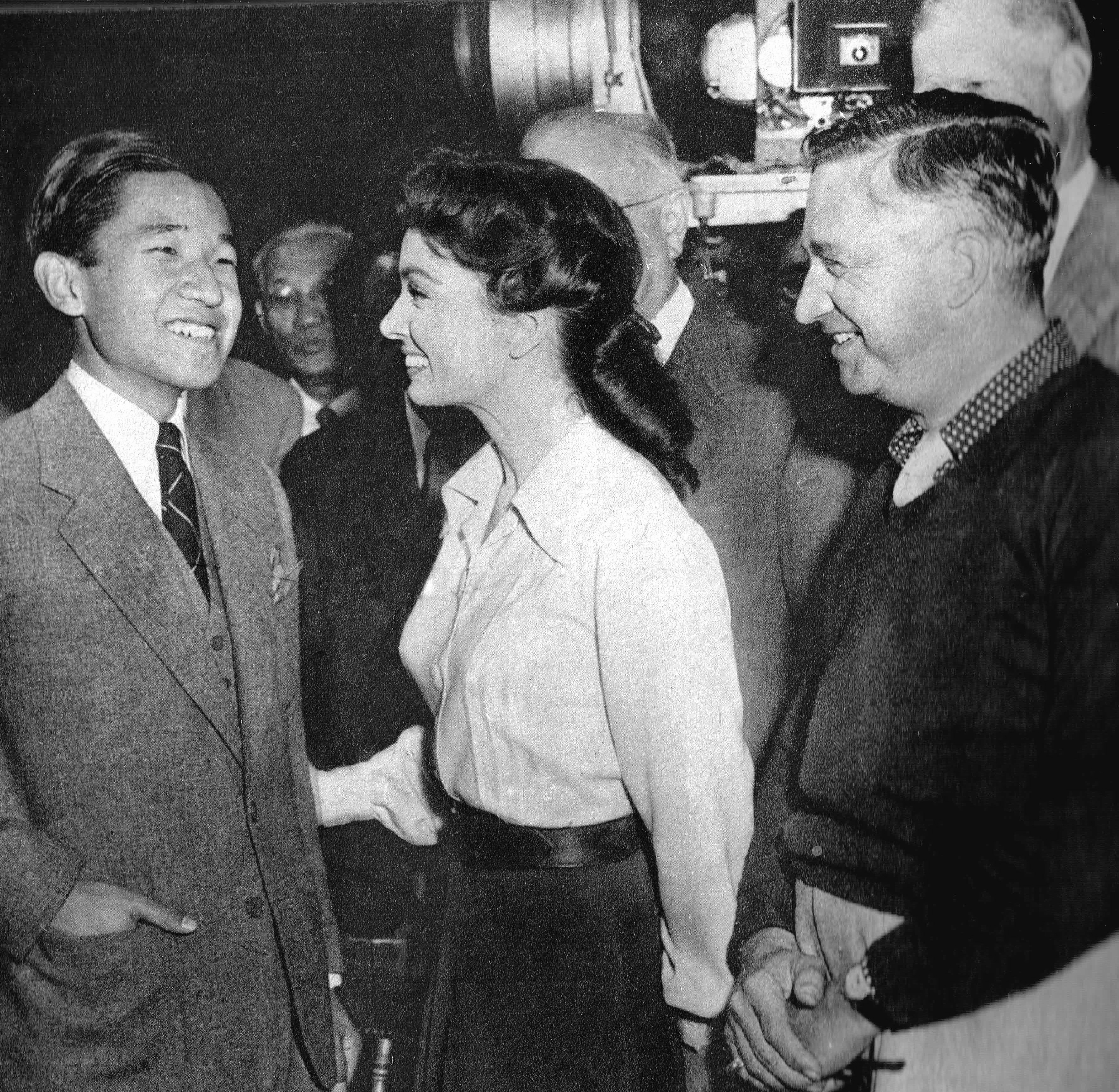
Ann Blyth mit dem japanischen Kronprinzen Akihito und dem Regisseur Mervyn LeRoy (1953)

Ann Marie Blyth (* 16. August 1928 in Mount Kisco, New York) ist eine US-amerikanische Schauspielerin und Sängerin. Blyth erlangte vor allem durch Musikfilme und Komödien der 1940er-Jahre Bekanntheit, konnte aber auch in ernsten Rollen Erfolge verzeichnen. Für ihren Auftritt als Veda Pierce im Film noir Solange ein Herz schlägt erhielt sie 1946 eine Oscar-Nominierung als beste Nebendarstellerin. Ihre Schaffenszeit in Hollywood erstreckte sich von 1944 bis 1985 und umfasst fast 50 Auftritte in Filmen und Fernsehserien.

## Karriere
Ann Blyth wurde 1928 in Mount Kisco geboren. Nach der Trennung ihrer Eltern Harry und Nan Lynch Blyth zog sie mit ihrer Mutter († 1946) und ihrer Schwester nach New York, wo Ann die katholische St. Patrick’s School in Manhattan besuchte.
Blyth trat bereits im Alter von fünf Jahren als Sängerin in Radioshows im Umkreis von New York auf. Sie entwickelte sich als Jugendliche zu einem hellen Sopran und wurde 1937 mit neun Jahren Chorsängerin bei der New York’s Children’s Opera. Hierdurch erhielt Blyth die Chance, in Broadway-Shows aufzutreten. Ihr dortiges Debüt gab sie 1941 in der Rolle der Babette in Lillian Hellmans Watch on the Rhine, die sie bis 1942 verkörperte.
Mit 15 Jahren kam Blyth nach Hollywood und erhielt dort ab 1944 erste Rollen in Musicals und Komödien wie Chip Off the Old Block und Babes on Swing Street. Bekannt wurde sie 1945 als selbstsüchtige, psychopathische Tochter von Joan Crawford in Michael Curtiz’ Drama Solange ein Herz schlägt. Für diesen Auftritt erhielt Blyth eine Oscar-Nominierung als Beste Nebendarstellerin, ansonsten war sie aber überwiegend auf Rollen in Musicals und Komödien festgelegt. Obwohl Blyth anschließend in zahlreichen Hollywood-Filmen wie Der große Caruso an der Seite von Mario Lanza, Alt Heidelberg oder Sturmfahrt nach Alaska Hauptrollen übernahm, gelang ihr nie der ganz große Durchbruch in die vorderste Riege der Hollywood-Stars.
1957 verkörperte Blyth in der Rolle der Connie Martin die Filmpartnerin von Van Johnson im Film noir Tödlicher Skandal. Ebenfalls 1957 spielte sie eine der Hauptrollen in der Buster-Keaton-Biografie Der Mann, der niemals lachte. Ihr letzter Spielfilm war im selben Jahr die Biografie Ein Leben im Rausch, in der sie an der Seite von Paul Newman die titelgebende Helen Morgan spielte. Nach 1957 zog sie sich zusehends in das Familienleben zurück.
In späteren Jahren trat Blyth noch in regionalen Theatern auf und erschien ab und zu in Fernsehrollen auf dem Bildschirm, darunter in Unglaubliche Geschichten sowie zwei Folgen der Krimiserie Quincy. Ihren letzten Auftritt hatte sie 1985 in einer Folge der Krimiserie Mord ist ihr Hobby, ehe sie ihre Film- und Fernsehkarriere beendete. Neben ihrer Schauspielkarriere war Ann Blyth auch als Sängerin tätig. Ihre Gesangsauftritte in Filmen wie Solange ein Herz schlägt und Ein Leben im Rausch absolvierte sie selbst, während viele andere Schauspielerinnen zu dieser Zeit ein Gesangsdouble hatten. 1963 veröffentlichte Blyth ein Album mit dem Titel Hail Mary, auf dem sie geistliche Lieder sang.
Blyth hatte keine feste deutsche Synchronstimme. In Alt Heidelberg sowie Rose Marie (beide 1954) wurde sie von Renate Danz synchronisiert.
1953 heiratete Blyth den elf Jahre älteren Arzt James McNulty, mit dem sie fünf Kinder hat. Die Ehe hielt bis zu McNultys Tod im Jahr 2007. Heute lebt sie in der Nähe von San Diego. Für ihre Verdienste als Schauspielerin erhielt Ann Blyth einen Stern auf dem Hollywood Walk of Fame. Sie tritt auch noch im hohen Alter als Stargast bei Filmfestivals auf. So war sie 2013 zusammen mit Jane Withers Gast beim Turner Classic Movies Film Festival.

## Filmografie
- 1944: Chip Off the Old Block
- 1944: The Merry Monahans
- 1944: Babes on Swing Street
- 1945: Solange ein Herz schlägt (Mildred Pierce)
- 1946: Swell Guy
- 1947: Zelle R 17 (Brute Force)
- 1947: Killer McCoy
- 1948: Qualen der Liebe (A Woman’s Vengeance)
- 1948: Aus dem Dunkel des Waldes (Another Part of the Forest)
- 1948: Mr. Peabody und die Meerjungfrau (Mr. Peabody and the Mermaid)
- 1949: Die rote Schlucht (Red Canyon)
- 1949: Once More, My Darling
- 1949: Diebstahl in Irland (Top o’ the Morning)
- 1949: Liebe auch ohne Patent (Free For All)
- 1950: Unser eigenes Ich (Our Very Own)
- 1950: You Can Change the World
- 1951: Katie Did It
- 1951: Der große Caruso (The Great Caruso)
- 1951: Schwester Maria Bonaventura (Thunder on the Hill)
- 1951: Die große Leidenschaft (The House in the Square)
- 1951: Dschingis Khan – Die goldene Horde (The Golden Horde)
- 1952: Korea (One Minute of Zero)
- 1952: Sturmfahrt nach Alaska (The World in His Arms)
- 1952: Sally and Saint Anne
- 1953: Die schwarze Perle (All the Brothers Were Valiant)
- 1954: Rose Marie
- 1954: Alt Heidelberg (The Student Prince)
- 1955: Kismet
- 1955: Des Königs Dieb (The King's Thief)
- 1957: Tödlicher Skandal (Slander)
- 1957: Der Mann, der niemals lachte (The Buster Keaton Story)
- 1957: Ein Leben im Rausch (The Helen Morgan Story)
- 1959–1963: Wagon Train (Fernsehserie, fünf Folgen)
- 1960: The Citadel (Fernsehfilm)
- 1964: Unglaubliche Geschichten (Twilight Zone) (Fernsehserie, eine Folge)
- 1964/1965: Amos Burke (Fernsehserie, zwei Folgen)
- 1975: Die Zwei mit dem Dreh (Switch) (Fernsehserie, eine Folge)
- 1979/1983: Quincy (Fernsehserie, zwei Folgen)
- 1985: Mord ist ihr Hobby (Murder, She Wrote) (Fernsehserie, eine Folge)